# ملا علی‌خان عرب‌پور
ملاعلی‌خان عرب‌پور بویراحمد گرمسیری (۱۳۰۷ – ۲۷ تیر ۱۳۸۰) از رجال سیاسی دوره پهلوی دوم که به دلیل خدمات خود در حوزهٔ بویراحمد گرمسیر از استان کهگیلویه و بویراحمد، مدال افتخار شاه ایران را دریافت کرد. وی از سران عشایر ایلات کهگیلویه و بویراحمد بود که از سال ۱۳۳۰ هجری شمسی همزمان با فوت پدرش رسماً ریاست عشایر عرب را در بویراحمد گرمسیر عهده‌دار شد. آغاز حیات سیاسی وی مصادف با کش و قوس‌های سیاسی جبههٔ ملی و محمد رضا شاه پهلوی بود.

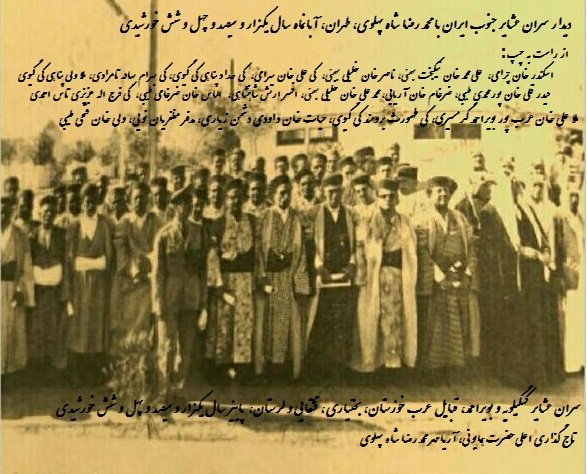
سران عشایر کهگیلویه و بویراحمد، قبایل عرب خوزستان، بختیاری، قشقایی و لرستان (پاییز سال ۱۳۴۶ هجری خورشیدی)

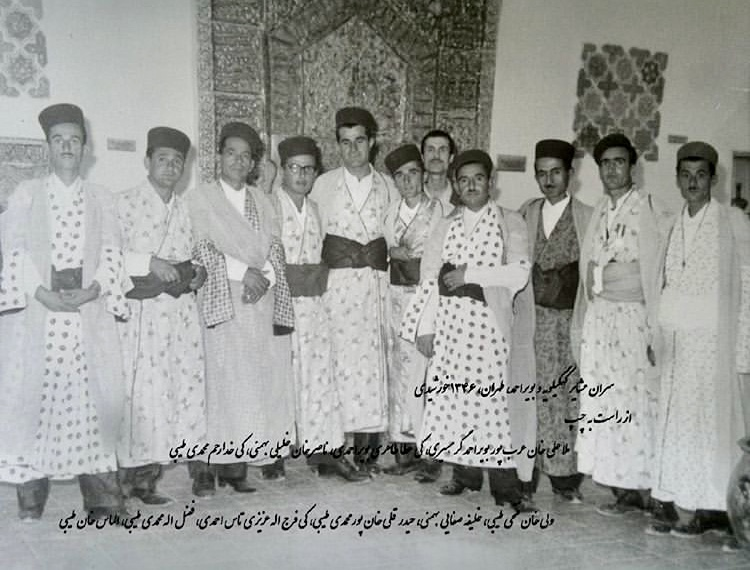
دیدار سران عشایر کهگیلویه و بویراحمد با محمد رضا شاه پهلوی، تهران، نیاوران، ۱۳۴۶ خورشیدی

## زندگی

### تولد و خانواده
ملا علی‌خان عرب‌پور از قبیلهٔ عرب بنی‌طُرف و پسر دوم ملا علی پسر کربلایی علی‌خان عرب بود که در سال ۱۳۰۷ ه‍جری شمسی از مادری به نام بی‌بی زلیخا دیده به جهان گشود. پدربزرگش کربلایی علی‌خان عرب بعد از کشته‌شدن کریم‌خان بهادرالسلطنهٔ بویراحمدی که از حامیان و هم پیمانان اصلی او بود و متعاقباً با رخ دادن ناامنی‌هایی در خاک چرام، توانست سند ملک لیشتر (بویراحمد گرمسیر) را بواسطهٔ روابط خویشاوندی که با خوانین بویراحمدی داشت، دریافت کند. بعد از وضعیت بحرانی رخ داده در کهگیلویه و بویراحمد او توانست عشایر عرب را مجدداً در دشت لیشتر گرد آوری کند (تیره بنی طرف و زیدانی) و کربلایی علی خان عرب را آغازگر ورود قوم عرب به دهستان لیشتر امروزی می‌دانند.
از آثار نامی به جا مانده از کربلایی علی خان عرب در استان کهگیلویه و بویراحمد می‌توان به گُدار عرب، چَم عربی، کَرهٔ عرب، آسیاب کل علی خان و نَسق املاک زراعی که بواسطهٔ مرتضی قلی‌خان صمصام السلطنه پسر نجف قُلی‌خان بختیاری مشهور به صَمصام‌السلطنه به وی اهدا گردید نام برد.
عمویش ملا قنبر که مردی سیاستمدار و باهوش بود بعد از کربلایی علی خان عرب جانشین و ریاست ادراهٔ امور عشایر عرب را بر عهده گرفت. با وفات ملا قنبر، پدرش ملا علی عرب پور رهبر جامعهٔ عشایر دشت لیشتر شد که مردی بسیار تندرو و هیچ‌گاه با خوانین بویراحمد گرمسیر سرسازش نداشت. در سال ۱۳۳۰ هجری خورشیدی بعد از درگذشت پدرش، ملا علی خان رئیس قبایل عرب بویراحمد گرمسیر شد.

### دودمان
ملا علی‌خان از عشیره بنی طُرف بود که از قبایل پرجمعیت عرب استان خوزستان، درناحیه دشت آزادگان، سوسنگرد، بستان، هویزه و به ویژه روستاهای اهواز فعلی ساکن هستند و از معروف‌ترین و برجسته‌ترین قبایل عربی ایران و دیگر کشورهای عرب می‌باشد و اجداد ایشان به دلایل سیاسی که در مباحث تاریخی وجود دارد نفی بلد شدند و امروزه در دهستان لیشتر از توابع شهرستان گچساران سکونت دارند. عشیره بنی طُرف به قبیلهٔ طی در یمن منسوب است که از قبیله‌های بزرگ عرب قحطانی و یمنی‌تبار است (اهل این قبیله را طایی می‌خوانند).

## اصلاحات ارضی در بویراحمد گرمسیر
کهگیلویه و بویراحمد مانند سایر مناطق ایران، دست به اصلاحات زد و بویراحمد گرمسیر (دشت لیشتر) که تا قبل از اصلاحات ارضی، بوسطهٔ فئودال‌ها و مالکین اداره می‌شد (توضیح: نظام ارباب رعیتی حاکم بود و مردم را موظف می‌کردند که به خوانین و کدخدایان بهرهٔ مالکانه پرداخت کنند). با رسیدن قوانین اصلاحات ارضی و الغای رژیم ارباب رعیتی، بواسطهٔ نمایندگان امور اراضی، منابع طبیعی و جهاد کشاورزی شورایی شش نفره از بین مردم تشکیل شد که ملا علی‌خان توانست مدیر عامل اصلاحات ارضی در دشت لیشتر شود و دشت لیشتر را به‌طور رسمی و با دادن سند بین مردم تقسیم نمودند. حدود و ثغور املاک زراعی و مراتع برای دام مربوط به طایفه‌ها و آبادی‌ها را با شورایی که از مردم تشکیل شده بودند تقسیم نمودند (اسامی شورای شش نفره و اسناد زراعی مربوط به سال چهل و دو موجود است). زمین‌ها با اسنادی که مورد تأیید نمایندگان دولت شاهنشاهی بود به مردم روستاهای حاضر در دشت لیشتر اهدا و همچنان همان نظم و نسق پا برجاست.

## سیاست اصلاحات ارضی بر جامعهٔ لیشتر
ملا علی‌خان عرب‌پور با اجرای صحیح اصلاحات ارضی و تقسیم عادلانه ی املاک زراعی و مراتع دشت لیشتر، موجب شد که مردم حاصل زحمات و دسترنج خودشان را بدون واسطه دریافت کنند. رغبت و تشویق مردم برای درآمد بیشتر از کشاورزی و دامداری سبب شد که کسب و کارشان بهبود بیابد و از همین رو، زندگی یکجا نشینی را به عشایری ترجیح دادند. یکی از سیاست‌های اصلاحات ارضی در دشت لیشتر این بود که دست چپاولگران برای همیشه کوتاه و مردم تا به امروز با داشتن املاک زراعی و مراتع برای چرای دامشان، دهستان لیشتر را گسترش دهند. با سیاست ملا علی خان در اصلاحات ارضی دشت لیشتر، موجب متمرکز شدن عرب‌های لیشتر شد که بعداً روستایی بنام علی‌آباد لیشتر  با بیشترین تعداد خانوار به عنوان مرکز دهستان لیشتر شکل گرفت.

## دریافتمدال افتخارازشاه ایران
ملا علی‌خان عرب‌پور در سال ۱۳۴۶ هجری شمسی، بمناسبت تاج گذاری محمدرضا شاه پهلوی همراه با دیگر سران عشایر جنوب کشور به تهران دعوت شدند. وی به پاس خدمات خود در حوزهٔ بویراحمد گرمسیر از شاه ایران، مدال افتخار (درجه یک) دریافت کرد.